# Элладская православная церковь
Элла́дская правосла́вная це́рковь, официально: Це́рковь Элла́ды (греч. Η Εκκλησία της Ελλάδος) — автокефальная поместная православная церковь на части территории Греческой Республики. Занимает 11-е место в диптихе Константинопольского патриархата, имеет государственный статус, закреплённый в Конституции Греции. В настоящее время придерживается новоюлианского календаря.

## История
Исторически, православное население нынешней Греции входило в пределы юрисдикции Константинопольской церкви.
По обретении независимости в 1822 году и образовании Греческого королевства в 1832 году, такое положение стало политически невозможным; в 1833 году по решению баварских регентов, от имени малолетнего короля Оттона I, специальной декларацией от 23 июля была провозглашена автокефалия Церкви на территории королевства. Главой Церкви объявлялся король. Такое одностороннее, в нарушение церковного права, провозглашение юрисдикционной независимости не было признано кириархальной Константинопольской Церковью, а также иными поместными Церквами. Возникла схизма, продолжавшаяся 17 лет.
29 июня 1850 года томосом Вселенского патриарха Анфима IV Церковь в Греческом королевстве была признана Вселенской патриархией, которая, однако, зафиксировала ряд условий, обеспечивающих особый статус «Церкви-Матери» (Вселенской патриархии) в Королевстве.
В 1924 году во исполнение решений, принятых на Всеправославном собещании в Константинополе в 1923 году, церковь Греции перешла на новоюлианский календарь, что вызвало неприятие со стороны части мирян и клира.
4 сентября 1928 года было выработано совместное соглашение Элладской и Константинопольской Церквей относительно 36 епархий, на территориях, окончательно отошедших Греции по Лозаннскому договору. Согласно Патриаршему и Синодальному акту, епархии Новых земель (на территориях Эпира, Македонии, Западной Фракии, островов), формально оставаясь в юрисдикции Константинопольского патриархата, вошли в состав Элладской Церкви (то есть были административно подчинены ей), согласно уже принятому государственному закону Греции № 3615 от 15 июля 1928 года.
В 1935 году три епископа, активно протестовавшие против нового календаря, объявили о создании так называемой «Церкви истинно-православных христиан» (греч. Εκκλησία των Γνησίων Ορθοδόξων Χριστιανών — Γ.Ο.Χ.). В результате оформилось не признаваемое другими православными церквями старостильное движение (греч. Παλαιοημερολογίτες). С 1940-х старостильники стали разбиваться на более мелкие группировки.
Во время Второй мировой войны Церковь оказалась в трудном положении. В первую очередь, необходимо было пополнить ряды священников, около шестисот из которых были убиты во время войны. Вторая проблема: восстановление разрушенных храмов. Архиепископ Афинский организовал для этой цели сбор пожертвований по всей Греции.
С 1949 года государство приняло на себя материальную заботу о духовенстве. Учителя семинарий и преподаватели Закона Божия в средней школе находятся на положении государственных чиновников; семинарии также содержатся на государственный счёт.

## Устройство и управление
Конституция Греции, вступившая в силу 11 июня 1975 года (с позднейшими поправками), в статье 3-й (раздела II «Отношения Церкви и государства») гласит:

1. Господствующей в Греции религией является религия Восточной Православной Церкви Христовой. Православная Церковь Греции, признающая своим главой Господа нашего Иисуса Христа, неразрывно вероучительно связана с Великой Церковью Константинополя и со всякой другой единоверной Церковью Христовой, неуклонно соблюдает, так же как и они, святые апостольские и соборные каноны и священные традиции. Она является автокефальной и управляется Священным Синодом архиереев, находящихся на церковной службе, и избираемым ими Постоянным Священным Синодом, который создаётся в порядке, определяемом уставом Церкви, в соответствии с положениями Патриаршего Томоса от 29 июня 1850 года и Деяния Синода от 4 сентября 1928 года.
2. Существующий в определённых районах государства церковный режим не противоречит положениям предыдущего пункта.

<…>

Высшая власть в Элладской церкви принадлежит Священному собору епископов (Ιερά Σύνοδος της Ιεραρχίας), который включает в себя всех епархиальных архиереев. Последние все имеют титул митрополитов и назначаются правительством Республики. Во главе Синода стоит архиепископ Афинский и всея Эллады (Αρχιεπίσκοπος Αθηνών και πάσης Ελλάδος), избираемый, согласно Уставной хартии Греческой церкви 1977 года, Синодом из числа находящихся на службе греческих митрополитов (епархиальных архиереев). По избрании в течение пяти дней президент Греции издаёт указ о его признании, после чего совершается интронизация новоизбранного.
Постоянный Священный синод (Διαρκής Ιερά Σύνοδος της Εκκλησίας της Ελλάδος), занимающийся повседневными вопросами общецерковного управления, состоит из архиепископа и двенадцати митрополитов, каждый из которых занимает пост члена Постоянного синода один срок на сменной основе.

## Современное состояние
Включает 81 епархию, 30 из которых в Северной Греции и крупных островах Севера (Новые территории) номинально — в юрисдикции Вселенской патриархии. Шестеро из 12 митрополитов Постоянного синода представляют Новые территории. Епархии Крита и Додеканеса, а также все монастыри Афона находятся под прямой юрисдикцией Вселенской патриархии и не считаются частью Церкви Греции.
Число членов Элладской церкви на 2018 год составляло 10 млн человек (из 10,74 млн населения Греции).
На 31 декабря 2010 года число священнослужителей на территории Греции составляло 10 368 человек, из которых 9117 принадлежали к юрисдикции Элладской церкви, 1007 — Критской церкви, 228 — митрополиям Додеканесских островов и 16 — Патмосскому экзархату (Константинопольская церковь).
Имеет 200 монастырей.
Митрополии Элладской церкви
- Александрупольская митрополия
- Арголидская митрополия
- Артская митрополия
- Афинская архиепископия
- Верийская, Наусская и Камбанийская митрополия
- Гифийская и Итилская митрополия
- Глифадская митрополия
- Гортинская и Мегалопольская митрополия
- Гревенская митрополия
- Гуменисская, Аксиопольская и Поликастрская митрополия
- Дидимотихская и Орестиадская митрополия
- Димитриадская и Алмиросская митрополия
- Драмская митрополия
- Дриинупольская, Погонианийская и Коницийская митрополия
- Закинфская митрополия
- Зихнийская и Неврокопская митрополия
- Идрская, Спетская и Эгинская митрополия
- Иерисская, Святогорская и Ардамерийская митрополия
- Илийская митрополия
- Иоаннинская митрополия
- Калавритская и Эгиалийская митрополия
- Каристийская и Скиросская митрополия
- Карпенисионская митрополия
- Кассандрийская митрополия
- Касторийская митрополия
- Керкирская, Паксийская и Диапонтийских островов митрополия
- Кесарианийская, Виронская и Имиттосская митрополия
- Кефаллинийская митрополия
- Китросская, Катерининская и Платамонская митрополия
- Кифирская митрополия
- Коринфская, Сикионская, Земенонская, Тарсская и Полифенгосская митрополия
- Ксанфийская и Перифеорийская митрополия
- Лангадасская, Литиская и Рендинская митрополия
- Ларисская и Тирнавосская митрополия
- Левкасская и Ифакийская митрополия
- Лемносская и Святого Евстратия митрополия
- Мантинийская и Кинурийская митрополия
- Маронийская и Комотинийская митрополия
- Мегарская и Саламинская митрополия
- Месогейская и Лавреотикийская митрополия
- Мессинийская митрополия
- Митилинская, Эресоская и Пломарионская митрополия
- Митрополия Илиона, Ахарне и Петруполиса[фр.]
- Митрополия Кифисьи, Амарусиона и Оропоса[фр.]
- Мифимнийская митрополия
- Монемвасийская и Спартанская митрополия[7]
- Навпактская и Святого Власия митрополия
- Неакринийская и Каламарийская митрополия
- Неапольская и Ставрупольская митрополия
- Никейская митрополия
- Никопольская и Превезийская митрополия
- Ново-Ионийская и Филадельфийская митрополия
- Ново-Смирнская митрополия
- Парамитийская, Фильятеская, Гиромерийская и Паргаская митрополия
- Паронаксийская митрополия
- Патрская митрополия
- Перистерионская митрополия
- Пирейская митрополия
- Полианийская и Килкисийская митрополия
- Самосская и Икарийская митрополия
- Сервийская и Козанийская митрополия
- Серрская и Нигритская митрополия
- Сидирокастронская митрополия
- Сиросская, Тиносская, Андросская, Кеасская и Милосская митрополия
- Сисанийская и Сьятистская митрополия
- Стагонская и Метеорская митрополия
- Триккийская и Стагонская митрополия
- Трифилийская и Олимпийская митрополия
- Фессалиотидская и Фанариоферсальская митрополия
- Фессалоникийская митрополия
- Фивская и Левадийская митрополия
- Филиппийская, Неапольская и Тасосская митрополия
- Фирская, Аморгосская и Островов митрополия
- Флоринская, Пресская и Эордейская митрополия
- Фокидская митрополия
- Фтиотидская митрополия
- Халкидская митрополия
- Хиосская, Псарийская и Инусская митрополия
- Эдесская, Пелльская и Алмопийская митрополия
- Элассонская митрополия
- Элевферупольская митрополия
- Этолийская и Акарнанийская митрополия

## Предстоятели Элладской православной церкви
Митрополиты Афинские
- Неофит V (Метаксас) (1833—1861)
- Мисаил IV (Апостолидис)[греч.] (1861—1862)
- Феофил (Влахопападопулос)[греч.] (1862—1873)
- Прокопий I (Георгиадис) (27 мая 1874 — 30 января 1889)
- Герман II (Каллигас)[греч.] (19 июля 1889 — 18 января 1896)
- Прокопий II (Икономидис)[греч.] (11 октября 1896 — 8 ноября 1901)
- Феоклит I (Минопулос)[греч.] (1902—1917)
- Мелетий III (Метаксакис) (1918—1920)
- Феоклит I (Минопулос)[греч.] (1920—1922) вторично

Архиепископы Афинские и всей Эллады (с 31 декабря 1923)
- Хризостом I (Пападопулос) (8 марта 1923 — 22 октября 1938)
- Хрисанф (Филиппидис) (12 декабря — 2 июня 1941)
- Дамаскин (Папандреу) (2 июня 1941 — 20 мая 1949)
- Спиридон (Влахос) (4 июня 1949 — 21 марта 1956)
- Дорофей III (Коттарас) (1 апреля 1956 — 26 июля 1957)
- Феоклит II (Панагиотопулос) (1957 — 8 января 1962)
- Иаков III (Ваванатос) (13 — 25 января 1962)
- Хризостом II (Хатзиставру) (14 февраля 1962 — 11 мая 1967)
- Иероним I (Коцонис) (14 мая 1967 — 12 декабря 1973)
- Серафим (Тикас) (12 января 1973 — 10 апреля 1998)
  - Хризостом (Фемелис) (10 — 28 апреля 1998) местоблюститель, митрополит Мессинийский
- Христодул (Параскеваидис) (28 апреля 1998 — 28 января 2008)
  - Серафим (Рорис) (28 января — 7 февраля 2008) местоблюститель, митрополит Каристийский и Скиросский
- Иероним II (Лиапис) (с 16 февраля 2008)

## Отношения с Константинопольским патриархатом и иными церквами
В 2003 году возник спор между Церковью Эллады и Вселенской патриархией о порядке замещения кафедр Новых территорий, вследствие чего 30 апреля 2004 года Константинопольская церковь прервала административное и евхаристическое общение с архиепископом Афинским и всея Эллады Христодулом. После того как Церковь Эллады в конце мая того же года выразила готовность исполнять условия Патриаршего и Синодального Акта 1928 года в полном объёме, 4 июня Священный синод Константинопольского патриархата под председательством патриарха Варфоломея I заявил, что восстановливает общение с архиепископом Христодулом. Согласно WikiLeaks генеральный консул США в Стамбуле в своей телеграмме, информировавшей о разрыве между церквами, отмечал поддержку, выраженную архиепископу Христодулу со стороны патриарха Московского Алексия II.

### Вопрос украинской автокефалии и разрыв с Московским патриархатом (2019)
12 октября 2019 года Архиерейский собор Элладской церкви подтвердил право Вселенской патриархии даровать автокефалию Православной церкви Украины и привилегию предстоятеля Церкви Эллады далее заниматься вопросом признания Церкви Украины. При этом и архиепископ Иероним, и митрополит Игнатий (Георгакопулос), глава Синодальной комиссии по межправославным и межхристианским отношениям, в своих выступлениях на этом соборе ссылались на статью 3-ю Конституции Греции, обязывающую Элладскую церковь пребывать в вероучительном единстве с «Великой Церковью Константинополя», а также отмечали абсолютную недопустимость разрыва такого единства из-за украинского вопроса. Митрополит Игнатий (Георгакопулос) также отметил, что не следует бояться возможной реакции со стороны Московского патриархата (РПЦ) на признание Элладской церковью украинской автокефалии, так как, по его словам, РПЦ в любом случае всегда действует противно духу церковности и не уважает автокефалию и независимость нашей Церкви. 21 октября 2019 года архиепископ Афинский направил «мирную грамоту» митрополиту Епифанию, являющуюся официальным признанием ПЦУ.
В ответ предстоятель Русской православной церкви патриарх Московский Кирилл 3 ноября того же года за литургией впервые не помянул в числе предстоятелей поместных православных церквей архиепископа Афинского и всей Греции Иеронима, что было истолковано в СМИ как фактическое прекращение евхаристического общения между церквами. Поясняя накануне это решение Московского патриархата, митрополит Иларион (Алфеев) заявил: «Мы по-прежнему будем сохранять общение со всеми теми архиереями, которые не признают украинский раскол, а такие в Элладской церкви есть». Принятое ранее, 17 октября, заявление Священного синода РПЦ поимённо перечисляло ряд иерархов Элладской церкви, которые, по сведениям РПЦ, представили свои возражения предложению архиепископа Иеронима признать украинскую автокефалию (согласно коммюнике Элладской церкви, таковых было семеро митрополитов, которые не упоминались поимённо).
Кроме того, Московская патриархия рекомендовала своим паломникам не посещать епархии тех архиереев Элладской церкви, которые признали ПЦУ. Паломнический центр Московского патриархата в сообщении на своём сайте, опубликованном 24 октября, разъяснял, что «в настоящее время, на основании заявления Священного Синода Русской Православной Церкви от 17 октября 2019 года (Журнал № 125), не благословляется посещение паломниками» 26 епархий, в частности Афинской и Димитриадской.